# I Hate Myself and Want to Die
I Hate Myself and Want to Die – piosenka zespołu grunge’owego Nirvana. Znane są jego dwie wersje. Utwór „2 Bass Kid”, nagrany podczas sesji nagraniowej albumu In Utero, znany jest też pod tytułem „I Hate Myself and I Want to Die”.
Studyjna wersja utworu ukazała się w 1993 roku na albumie kompilacyjnym The Beavis and Butt-Head Experience oraz na stronie B singla „Pennyroyal Tea”. Wersja demo znana jest z trzeciej płyty w wydanym w 2004 roku boksie With the Lights Out.